# دانيال برايان (سياسي)
دانيال بريان (1789 - 22 ديسمبر 1866)، هو سياسي أمريكي ومناصر لإلغاء العبودية ومحام وشاعر ومدير بريد، وقد خدم في مجلس الشيوخ في فيرجينيا من عام 1818 إلى 1820، كما شغل منصب مدير بريد الإسكندرية بفيرجينيا لأكثر من ثلاثة عقود.
تزوج برايان من عائلة بربور المرموقة في زواجه الثاني.

## نشأته وأسرته
وُلد برايان في عام 1789 في مقاطعة روكينجهام الريفية بولاية فيرجينيا.
تختلف المصادر حول ما إذا كان عم بريان من جهة الأم هو دانيال بون. (كان لدانيال بون ابن أخ يدعى دانيال بريان، ولكن هناك أدلة تشير إلى أن هذا الشخص مختلف عنهُ، ومع ذلك، فمن المحتمل أن يكون السياسي والشاعر دانيال برايان على صلة قرابة بعيدة بدانيال بون.) إذا كان ابن أخت بون، فإن والد برايان كان وليام برايان، أحد مؤسسي محطة برايان، ووالدته ماري بون برايان، أخت دانيال بون.

## دراسته
التحق برايان بأكاديمية واشنطن (جامعة واشنطن ولي اليوم)، ولكنه لم يتخرج منها. وقرأ ودرس القانون في المنزل.

## أعماله وانجازاته

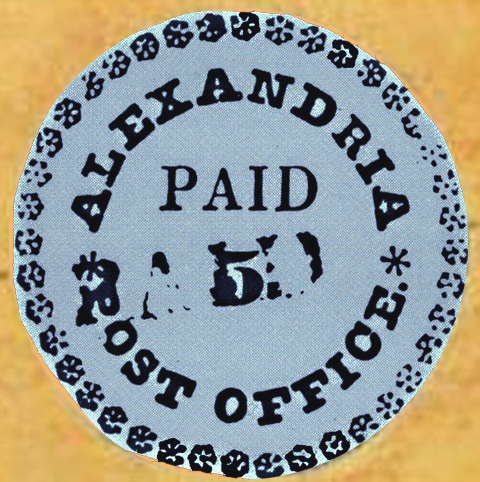
الطابع البريدي المؤقت لمدير بريد الإسكندرية "الفتى الأزرق"، وهو طابع بريان البريدي المؤقت الذي أصدره بريان خلال فترة عملهِ كمدير بريد الإسكندرية، فيرجينيا

خدم برايان في حرب 1812، وفي عام 1813، نشر كتابهُ الأول بعنوان "ملهمة الجبل"، والذي تألف بشكل أساسي من قصيدة "مغامرات دانيال بون" المكونة من 5600 بيت. جعلهُ هذا الكتاب معروف ومشهور نسبياً. ولقد مارس برايان مهنة المحاماة، كما عمل مدرسًا في المدارس أيضًا.
في عام 1818، انتُخب برايان للخدمة في مجلس شيوخ ولاية فيرجينيا. كان مقعده في مقاطعة روكينجهام ومقاطعة شيناندواه. ولكونهِ من دعاة إلغاء الرق والعبودية، أدلى برايان في 26 يناير 1820 بالصوت الوحيد في مجلس شيوخ فيرجينيا ضد الدعوة لقبول ولاية ميزوري كولاية عبودية. وألقى خطابًا عاطفيًا شجب فيهِ مؤسسة الرق في الولايات المتحدة ودعا إلى التحرر التدريجي مما وضعه في معارضة مباشرة للمواقف المؤيدة لميسوري التي كان يتبناها أصهاره.
في 8 أبريل 1821، عُين برايان مديرًا لبريد الإسكندرية بولاية فيرجينيا، وبدأ فترة عملهِ في هذه الوظيفة التي استمرت لأكثر من ثلاثة عقود. كان تعيين مديري البريد في ذلك الوقت بشكل رئاسي، وقد امتدت فترة عمل برايان على فترات رئاسة جيمس مونرو وجون كوينسي آدامز وأندرو جاكسون ومارتن فان بيورين وويليام هنري هاريسون وجيمس بوك وزكاري تايلور وميلارد فيلمور. وخلال فترة عملهِ كمدير للبريد، أصدر طوابع بريد مؤقتة لمديري البريد، بما في ذلك طوابع بريد الإسكندرية "الفتى الأزرق" المؤقتة، التي أصبحت نادرة للغاية (لم يتبق منها سوى طابع واحد معروف)، حيث تحمل الرقم القياسي لأعلى غلاف طوابع بريدية في الولايات المتحدة الأمريكية.
مع عدم وجود براين في مبنى الكابيتول بولاية فيرجينيا في ريتشموند في بداية الدورة التشريعية الجديدة لعام 1821، أعلن مجلس الشيوخ مقعده شاغراً، وبذلك انتهت فترة ولايته.
وبعد فترة وجيزة من انتهاء خدمتهِ في مجلس الشيوخ في فرجينيا، بدأ في نشر أشعارهِ في الدوريات، وغالباً ما كان ينشرها دون ذكر اسمهِ مستخدماً الأحرف الأولى من اسمهِ فقط، كما بدأ أيضاً في نشرها في كتب قصيرة، وقد أثمرت عشرينيات القرن التاسع عشر أكثر أشعاره من أي عقد من حياته. ومن أبرز أعمالهِ أعمال عام 1826 "وضع الامتنان" (1826)، وهو تكريم كتبه للماركيز دي لافاييت، و"نداء من أجل العبقرية المعذبة" الذي دعا فيهِ إلى تقديم الدعم لمعاناة الفنانين. وطوال مسيرته المهنية كشاعر، ظل أسلوبه متسقاً، وكانت أعماله تتبنى النزعة القومية، بالإضافة إلى دعمهِ الصريح لقضايا الإصلاح مثل حركة الاعتدال وتعليم المرأة وحركة إنهاء المبارزة. كان شعره من النوع الكلاسيكي الجديد.
تزوج برايان من ريبيكا دافنبورت في 15 أكتوبر 1815، لكنها توفيت في العام التالي، مما أدى إلى ترمل برايان. وفي 8 أبريل 1818، تزوج برايان من ماري توماس بربور، التي أصبحت ماري توماس برايان. وكانت إحدى أفراد عائلة بربور المحترمة وكان صهرا برايان الجديدان هما جيمس بربور وفيليب ب. بربور، وكان والد زوجتهِ الجديد هو توماس بربور.
وفي عقد العشرينيات من القرن التاسع عشر، اكتسب أيضًا سمعة طيبة كخطيب مفوه، وكان يلقي أحيانًا خطبًا شعرية.
في عام 1852 تقريبًا، ترمل برايان مرة أخرى عندما توفيت ماري توماس بربور.
في عام 1853، استقال برايان من منصب مدير البريد ليشغل وظيفة في مكتبة وزارة الخزانة الأمريكية.
أثناء الحرب الأهلية الأمريكية، عارض الانفصال وظل من أشد المناصرين للاتحاد، ولكنهُ استمر في العيش في فيرجينيا. انتقلت ابنتاه (ماري كارولين براين وماريانا براين لاثروب) إلى بنسلفانيا طلباً للأمان. انتقل زوج ماريانا وعائلتها معها، بينما لجأ زوج ماري كارولين إلى واشنطن العاصمة.

## عائلته
تزوج من ريبيكا دافنبورت في 15 أكتوبر 1815، لكنها توفيت في العام التالي، مما أدى إلى ترمل برايان.
في 8 أبريل 1818، تزوج برايان من ماري توماس بربور التي أصبحت ماري توماس برايان. وتوفيت حوالي عام 1852.
كان أولاده هم:
- ماريانا بريان (ولدت عام 1820)، التي تزوجت من جيديديا هايد لاثروب عام 1843 (وأنجبت منه عدة أطفال، من بينهم باربور لاثروب وبريان لاثروب وفلورنس لاثروب فيلد بيج).
- ماري كارولين بريان (1825-1896)، التي تزوجت من أندرو ويلي في عام 1845 (وأنجبت منه أربعة أطفال، وكان الابن هوراس هو الوحيد من بين أطفالهما الذي نجا حتى سن البلوغ)[15]
- سالي براون (ني بريان)
- توماس باربور بريان (1828-1906)، الذي تزوج من جيني بيرد بيج في عام 1850 (وأنجب منها ثلاثة أطفال، من بينهم تشارلز بيج بريان وجيني بيرد برايان باين).
- ويليام برايان

## وفاته
بعد الحرب الأهلية، انتقل هو وزوجته إلى واشنطن العاصمة، حيث توفي هناك في 22 ديسمبر 1866. دُفن في مقبرة أوك هيل في واشنطن.